# Галинка (Бучанський район)
Гали́нка — село в Україні, у Бучанському районі Київської області. Населення становить 248 осіб. Входить до складу Бородянської селищної громади.

## Історія
У 1900 році власницьке село Бородянської волості Київського повіту Київської губернії. Відстань від повітового міста 60  верст, від волості 10. Дворів 94, мешканців 543, 1 пожежна команда, 1 запасний хлібний магазин.

## Населення

### Мова
Розподіл населення за рідною мовою за даними перепису 2001 року:
| Мова       | Кількість | Відсоток |
| ---------- | --------- | -------- |
| українська | 239       | 96.37%   |
| російська  | 9         | 3.63%    |
| Усього     | 248       | 100%     |